# Śmiary-Kolonia
Śmiary-Kolonia – wieś w Polsce położona w województwie mazowieckim, w powiecie siedleckim, w gminie Domanice. Ma status sołectwa.
Wierni Kościoła rzymskokatolickiego należą do parafii Nawiedzenia Najświętszej Maryi Panny w Domanicach.
W latach 1975–1998 miejscowość administracyjnie należała do województwa siedleckiego.